# ヒュー・ウィルソン (映画監督)
ヒュー・ウィルソン（Hugh Wilson, 1943年8月21日 -
2018年1月14日）は、アメリカ合衆国の映画監督・脚本家・俳優。『かっとび放送局WKRP』と『Frank's Place』の制作総指揮などで知られている。

## 人物
フロリダ州マイアミ生まれ。
フロリダ大学のCollege of Journalism and Communications を卒業。ヴァージニア大学の Media Studies の客員教授も務めた。

## 監督作品
- Mickey (2004)
- ダドリーの大冒険 Dudley Do-Right (1999)
- タイムトラベラー/きのうから来た恋人 Blast from the Past (1999)
- ファースト・ワイフ・クラブ The First Wives Club (1996)
- 不機嫌な赤いバラ Guarding Tess (1994)
- バーグラー  Burglar (1987)
- Mr.早撃ちマン Rustlers' Rhapsody (1985)
- ポリスアカデミー Police Academy (1984)